# タイファ

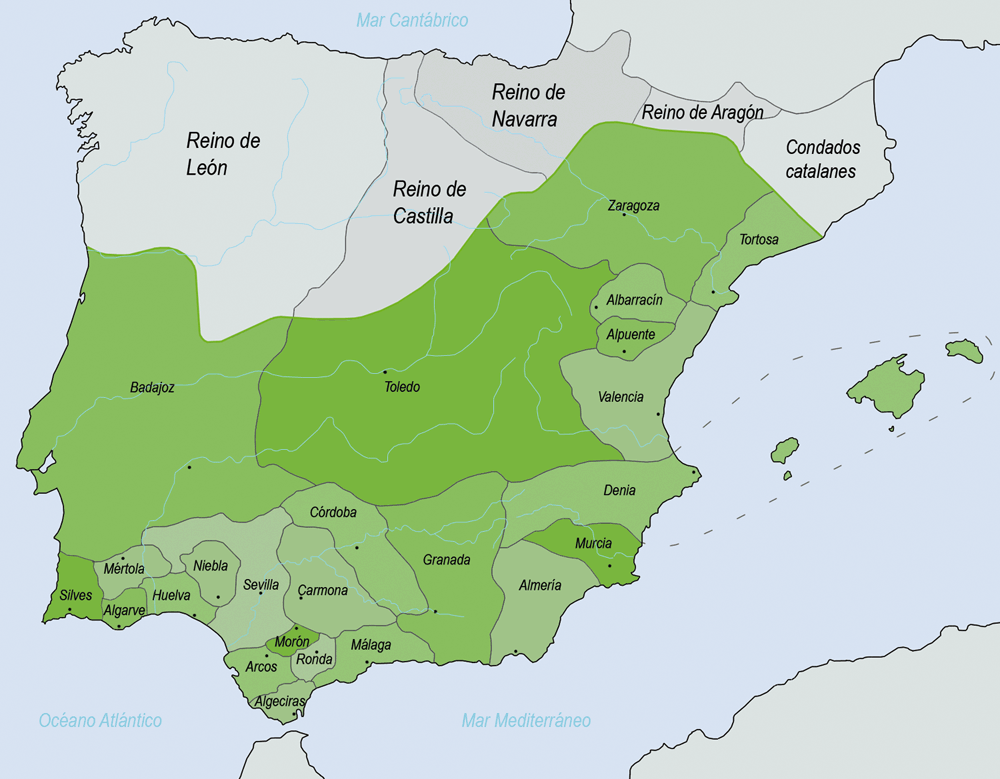
1031年のイベリア半島。緑がタイファの版図

タイファ（スペイン語・ポルトガル語 Taifa）は、かつてイベリア半島に存在したイスラム教諸王国およびその君主を指す語。アラビア語で「分立している集団」「部族集団」などを意味するターイファ طائفة ṭāʾifa （複数形はタワーイフ طوائف ṭawāʾif ）に由来する名称で、「分立する諸王（朝）」ほどの意味である「ムルーク・アッタワーイフ」 ملوك الطوائف mulūk al-ṭawāʾif と呼ばれる。「ターイファ諸国」、「群小王朝」などとも訳される。1031年、後ウマイヤ朝が滅亡したあとに誕生した。

## 概要

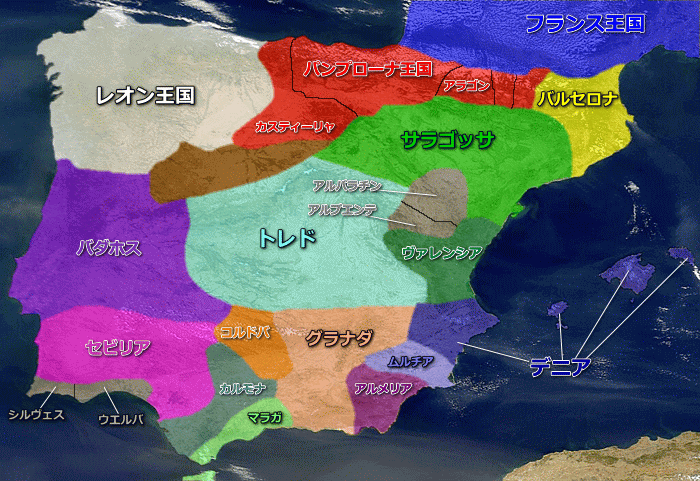
1031年のイベリア半島

イベリア半島の歴史におけるタイファという語は、独立したムスリム支配の君主国、首長国あるいは小王国を指す。1031年、コルドバを首都とした後ウマイヤ朝が最終的に崩壊したあとに、イベリア半島（アンダルス）各地に建国された（第一次タイファ時代）。
タイファの起源が後ウマイヤ朝の行政上の区分にあることはほぼ間違いない。また、後ウマイヤ朝のエリートの民族区分にも起源を持つ。アラブ人（力はあったが少数派であった）、ベルベル人、イベリア半島のイスラム教徒（ムラディとして知られる）、そしてサカーリバ（ヨーロッパ人奴隷）である。
タイファ諸国は11世紀末から12世紀はじめにムラービト朝によって征服されたが、12世紀なかばにムラービト朝が衰えると再びタイファ諸国が分立した（第二次タイファ時代）。
11世紀および12世紀半ばのタイファ諸国の全盛期には、タイファのアミールたちは互いに競い合った。軍事面だけでなく、名声も競争の対象であり、有名な詩人や芸術家を迎え入れようとした。
半島北部のキリスト教諸王国はしばしば後ウマイヤ朝のカリフに貢物を贈っていたが、後ウマイヤ朝が滅亡すると立場が逆転した。分裂したタイファ諸国はキリスト教諸国よりも劣勢となり、カスティーリャ＝レオン王国、アラゴン王国などにパリアと呼ばれる貢物を納めて臣従した。
 
軍事力の弱体化によって、タイファの君主はキリスト教諸国と戦うために二度にわたって北アフリカ（マグリブ）の軍勢に頼った。1085年のトレドの陥落後にはムラービト朝の軍勢に頼り、 1147年のリスボンの陥落の際にはムワッヒド朝に頼っている。しかし、これらのマグリブのイスラム新勢力は、タイファ諸国を助けるよりも、彼らの版図にタイファ諸国を組み入れて支配した。
ムワッヒド朝の衰退により再びタイファ諸国が乱立した（第三次タイファ時代）が、すでにキリスト教諸国によるレコンキスタは勢いを増しており、1251年にはグラナダのナスル朝のみを残し征服された。ナスル朝もカスティーリャ王国に臣従することで存続したが、1479年にカスティーリャ王国の共同王位を持つフェルナンド5世がアラゴン王位を継承したことから統合された新生スペイン王国によって、1492年に征服された。
タイファ諸国は、隣国と戦うためにしばしばキリスト教徒の傭兵を雇った。エル・シッドが有名な例として挙げられる。 
大きなタイファは次のとおり。
- セビリア王国：ムラービト朝の侵略を受けるまでは、最も栄えたタイファ国で周辺諸国を征服していった。
- サラゴサ王国：この国もまた大変強盛であったがピレネー山脈のキリスト教国と隣接していた。
- グラナダ王国
- トレド王国：1085年にカスティーリャ王国に征服された。
- バダホス王国
- デニア王国

サラゴサ、トレド、バダホスは、もともと後ウマイヤ朝の国境警備軍の管轄区であった。

## 主なタイファ諸王朝
- アフタス朝  بنو الأفطس  banū Afṭas（バダホス王国）  1022年 - 1094年
- ズンヌーン朝 بنو ذي النون  banū Dhī al-Nūn（トレド王国） 1018年 - 1085年
- アーミル朝 بنو عامر  banū ‘Āmir （バレンシア王国）  1021年 - 1066年
- アッバード朝 بنو عباد  banū ‘Abbād （セビリア王国)  1023年? - 1091年
- トゥジービー朝 بنو تجيبbanū Tujībī  （サラゴサ王国） 1018年 - 1039年（→フード朝の支配下に）
- フード朝 بنو هود banū Hūd （サラゴサ王国） 1039年 - 1110年
- ズィーリー朝  بنو زيري  banū Zīrī （グラナダ王国；チュニジアのズィール朝の類縁）　1012年 - 1090年
- ジュフール朝 بنو جهور banu Juhūr （コルドバ王国）　1031年 - 1069年　（→アッバード朝の支配下に）

## 全てのタイファのリスト
名称は現代スペイン語、ポルトガル語
- アルコス（Arcos）: 1011-91（ムラービト朝へ）; 1143（ムワッヒド朝へ）
- アルジェシラス（Algeciras）: 1035-58（セビリア王国へ）
- アルバラチン（Albarracín）: 1011-1104（ムラービト朝へ）
- アルプエンテ（Alpuente）: 1009-1106（ムラービト朝へ）
- アルホナ（Arjona）: 1232–1244（カスティーリャ王国へ）
- アルメリア （Almería）: 1011-91（ムラービト朝へ）; 1145-47（一時カスティーリャ王国、その後ムワッヒド朝へ）
- オリフエラ（Orihuela）: 1239/40-49/50（ムルシアもしくはカスティーリャ王国へ）
- カスタンティーナおよびホルナチェロス（Constantina y Hornachuelos）:  その後は不明
- カルモナ（Carmona）: 1013-91（ムラービト朝へ）;  その後は不明
- グァディクスおよびバサ（Guádix y Baza）: 1145-51（ムルシアへ）
- グラナダ（Granada (Garnata)）: 1013-90（ムラービト朝へ）; 1145（ムワッヒド朝へ?）; 1237-1492（この期間は「タイファ」ではなかったとみられる（en）; カスティーリャ王国へ）; 1568-71（アラブとムスリムの習慣が禁止された後「ラス・アルプハラス」の反乱が起こり、反乱者らにより2人の王が立てられた）
- コルドバ（Córdoba）（貴族共和制): 1031-91（セビリア王国へ）
- サラゴサ（Zaragoza）: 1013-46（小国に分裂）; 1046-1110（ムラービト朝へ）; 1130年までルエダで継続（アラゴン王国へ）
- サルテスおよびウエルバ（Huelva y Saltés）: 1012/13-51/53（セビリア王国へ）
- サンタ・マリア・デル・アルガルベ（Santa María del Algarve）: 1018-51（セビリア王国へ）
- サンタレン（Santarem）: ?-1147（ポルトガル王国へ）
- シルベス（Silves）: 1040-63（セビリア王国へ）; 1144-55（ムワッヒド朝へ）
- セウタ（Ceuta）: 1061–1084（グラナダ王国へ）
- セグラ（Segura）: 1147-?（その後は不明）
- セゴルベ（Segorbe）: 1055-1075（その後は不明）
- セビリア（Sevilla）: 1023-91（ムラービト朝へ）
- タビラ（Tavira）: その後は不明
- デニア（Denia）: 1010/12-76（サラゴサ王国へ）; 1224-1227（ムワッヒド朝へ?）
- テハダ（Tejada）: 1145-50（ムワッヒド朝へ）
- トルトサ（Tortosa）: 1039-60（サラゴサ王国へ）; 1081/82-92（デニアへ）
- トレド（Toledo）: 1010/31-85（カスティーリャ王国へ）
- ニエブラ（Niebla）: 1023/24-91（セビリア王国へ）; 1145-50?（ムワッヒド朝へ）; 1234-62（カスティーリャ王国へ）
- バエサ（Baeza）: 1224-26（カスティーリャ王国へ）
- ハエン（Jaén）: 1145-1159（ムルシアへ）; 1168（ムワッヒド朝へ）
- バダホス（Badajoz）: 1009-1094（ムラービト朝へ）; 1145-50（ムワッヒド朝へ）
- バレアレス諸島（Islas Baleares）あるいはマジョルカ（Majorca）: 1076-1116（ムラービト朝へ）
- バレンシア（Valencia）: 1010/11-94（名目上カスティーリャ王国の家臣エル・シッドが征服）; 1145-72（ムワッヒド朝へ）; 1228/29-38（アラゴン王国へ）
- プルチェナ（Purchena）: その後は不明
- ベハおよびエボラ（Beja y Évora）: 1114-50（ムワッヒド朝へ）
- ヘリカ（Jérica）: その後は不明
- ヘレス（Jerez）:1145（ムワッヒド朝へ）
- マラガ（Málaga）: 1026-57/58（グラナダ王国へ）; 1073-90（ムラービト朝へ）; 1145-53（ムワッヒド朝へ）
- マロン（Morón）: 1013-66（セビリア王国へ）
- ムルシア（Murcia）: 1011/12-65（バレンシアへ）; 1065-78（セビリア王国へ）; 1145（バレンシアへ）; 1147-72（ムワッヒド朝へ）; 1228-66（カスティーリャ王国へ）
- ムルビエドロおよびサグント（Murviedro y Sagunto）: 1086-92（ムラービト朝へ）
- メノルカ（Menorca）: 1228-87（アラゴン王国へ）
- メルトラ（Mértola）: 1033-91（ムラービト朝へ）; 1144-45（バダホス王国へ）; 1146-51（ムワッヒド朝へ）
- モリナ（Molina）: ?-1100（アラゴン王国へ）
- リスボン（Lisboa）: 1022-?（バダホス王国へ）
- ルエダ（Rueda）: 1118–30（アラゴン王国へ）
- ロルカ（Lorca）: 1051-91（ムラービト朝へ）; 1240-65（カスティーリャ王国へ）
- ロンダ（Ronda）: 1039/40-65（セビリア王国へ）; 1145（ムラービト朝へ）